# Геркулес і Ксена: Битва за Олімп
«Геркулес і Ксена: Битва за Олімп» (англ. Hercules and Xena — The Animated Movie: The Battle for Mount Olympus) — американський повнометражний мультфільм виробництва кіностудії Renaissance Pictures. Прем'єрний показ відбувся в США 6 січня 1998 року.

## Створення
Сюжет фільму було створено сценаристом і продюсером Джоном Лойем. Для озвучування персонажів було запрошено акторів, які знімалися в телесеріалах «Ксена: принцеса-воїн» і «Геркулес: Легендарні подорожі».

## Сюжет
Колись володар олімпійських богів Зевс ув'язнив могутніх титанів, які прагнули захопити владу над світом, у підземну в'язницю Тартар. Через багато років після того дружина Зевса Гера звільнила титанів із ув'язнення. З їх допомогою богиня сподівалася скинути решту богів і захопити владу на Олімпі. Щоб завадити задумам Гери, боги прикликають на допомогу двох найкращих смертних воїнів — Геркулеса та Ксену, які мають допомогти решті богів спинити нашестя титанів і врятувати Олімп.

## У ролях
| Актор               | Роль              |
| ------------------- | ----------------- |
| Кевін Сорбо         | Геркулес          |
| Люсі Лоулес         | Ксена             |
| Майкл Герст         | Іолай             |
| Рене О'Коннор       | Габріель          |
| Кевін Сміт          | Арес              |
| Олександра Тайдінгс | Афродіта          |
| Жозефіна Девісон    | Алкмена, Артеміда |
| Джой Вотсон         | Гера              |
| Пітер Роулі         | Зевс              |
| Девід Мекі          | Порфіріон         |
| Елісон Вол          | Тетія, Мнемосіна  |
| Тед Реймі           | Крій              |